# Декадни систем
Декадни систем (такође децимални систем или у старијим уџбеницима десетични систем) је начин записивања бројева који користи десет различитих цифара (знаменки) и децималну запету (децималну тачку) за запис величине броја. Начин означавања бројева у децималном систему се често назива децималним записом.
Децимални број (такође често само децимални или, мање тачно, децимални број) се генерално односи на запис броја у децималном бројевном систему. Децимале се понекад могу идентификовати децималним сепаратором (обично „.” или „,” као у 25.9703 или 3,1415). Децимала се такође може специфично односити на цифре после децималног сепаратора, као што је у „3,14 апроксимација π на две децимале“. Цифре нуле после децималног сепаратора служе за означавање прецизности вредности.

## Децимална нотација
Ово су знакови који се користе за записивање у декадном систему:
Декадни бројни систем је позициони, што значи да у њему и знак и његов положај одређују вредност у запису броја. Негативни бројеви се означавају предзнаком „-“. Предзнак „+“ за позитивне бројеве се обично изоставља.
Децимална запета означава почетак разломљеног дела броја. У запису бројева без разломљеног дела, односно целих бројева, децимална запета се изоставља. У економији (књиговодству) се користи тачка, али не да раздвоји цео од разломљеног дела броја, већ да се у великим бројевима тачком визуелно раздвајају групе од по три цифре.
Цифра 0 означава нулту а цифра 1 јединичну вредност. Остале вредности цифара су изведене по следећем систему. У наставку текста користимо знак + да означимо вредност која се добија додавањем леве вредности десној, а знак = означава да је лева вредност једнака десној.
Да би се записала вредност 1 + 9 користи се ознака 10. Цифра 1 се налази на другој позицији у запису што значи да се њена почетна вредност увеличава 1 + 9 односно 10 пута. Број 10 пута већи од броја 10 се означава са 100, првобитна вредност цифре се множи са 10 за сваку позицију лево од децималног зареза. Аналогно важи за записе 1000, 10000, 100000 итд. Исто правило важи и за остале цифре. Запис 123 се односи на једну стотину, две десетице и три јединице. На српском језику се овај број чита односно пише „сто двадесет и три“. Разломљени део се користи за записивање величине мање од 1 а веће од 0. На пример, десети део јединице се пише 0, 1, стоти део 0,01 итд. Дакле за сваку позицију десно од децималне запете номинална вредност цифре се дели на десет. Тако број 0,003 представља три хиљадита дела јединичне вредности.
Декадни систем је најраспрострањенији систем за запис бројева на свету. Ово је вероватно последица чињенице да људи имају десет прстију на рукама. У историји су познати разни други бројевни системи. На пример, Вавилонци су користили систем са шездесет различитих цифара, а Маје са двадесет.
Симболи уобичајено коришћени за цифре се у Европи зову арапске цифре. Овај систем записа су Индијци пренели Арапима, који су потом исти систем донели у Европу. Арапи и Европљани, међутим данас користе нешто другачији запис за одређене цифре.

## Децимална тачка или децимални зарез
Децимални запис је у Европи дефинитивно утемељио Симон Стевин, фламански математичар, који поред индоарапских цифара прихвата и децималну тачку какву је већ пар година раније употребио Кристоферо Клавијус. Стевин 1585. године објављује књигу „Десетице“ („La Theinde“) и од тада се усталио начин записа бројева у Европи.
Недоумица око тога да ли се пише децимална тачка или децимална запета је новијег датума. У питању је искључиво припадност одређеној школи оног ко је аутор књига и уџбеника. Припадници француске и немачке школе користе децималну запету, док англоамеричка школа користи тачку. Децимална тачка је историјски прва.
И рачунарска индустрија има проблема са мешањем тачке и запете. Чак је у програмском језику Коболу у једној од уводних секција могла да се наведе наредба
-{
DECIMAL-POINT IS COMA
}- што је значило да се при раду са бројевима користи запета за раздвајање целобројног од разломљеног дела, а у супротном се користи тачка. Остали програмски језици користе искључиво тачку.

## Историја
Многе древне културе рачунале су бројевима на основи десет. Понекад се истицало становиште да је разлог томе што људске руке обично имају десет прстију. Стандардизоване тежине коришћене у цивилизацији долине Инда (око 3300–1300. п. н. е.) заснивале су се на односима: 1/20, 1/10, 1/5, 1/2, 1, 2, 5, 10, 20, 50, 100, 200 и 500, док је њихов стандардизовани лењир – Мохенџо-даро лењир – подељен на десет једнаких делова. Египатске хијероглифе, које потичу од око 3000. п. н. е, користиле су чисто децимални систем, као и критске хијероглифе (око 1625−1500. п. н. е.) Минојаца чији су бројеви блиско засновани на египатском моделу. Децимални систем је пренет узастопним културама из бронзаног доба у Грчкој, укључујући линеар А (око 18. век п. н. е. – 1450. п. н. е.) и линеар Б (око 1375–1200. п. н. е.) – бројни систем класичне Грчке је такође користио степен десет, укључујући римске бројеве, средње основе од 5. Приметно је да је полимат Архимед (око 287–212. п. н. е.) изумео децимални позициони систем у свом пешчаном рачунару који се заснивао на 108 и касније је навео немачког математичара Карла Фридриха Гауса да жали до којих би висина наука већ досегла у његовом времену да је Архимед у потпуности схватио потенцијал свог генијалног открића. Хетитски хијероглифи (од 15. века п. н. е.) су такође били строго децимални.
Неки нематематички древни текстови као што су Веде, који датирају из 1700–900. п. н. е, користе децимале и математичке децималне разломке.
Египатски хијератски бројеви, бројеви грчког алфабета, бројеви хебрејског алфабета, римски бројеви, кинески бројеви и рани индијски брахми бројеви су непозициони децимални системи и захтевају велики број симбола. На пример, египатски бројеви су користили различите симболе за 10, 20 до 90, 100, 200 до 900, 1000, 2000, 3000, 4000, до 10 000. Најранији позициони децимални систем на свету био је кинески штапни рачун

### Историја децималних разломака
Децималне разломке су први развили и користили Кинези крајем 4. века пре нове ере, а затим су се проширили на Блиски исток, а одатле у Европу. Написани кинески децимални разломци нису били позициони. Међутим, фракције штапова за бројање су биле позиционе.
Ћин Ђушао у својој књизи Математички трактат у девет секција (1247) означио је 0,96644 са
寸
     , са значењем
寸
096644
Џ. Ленарт Бергрен примећује да се позициони децимални разломци први пут појављују у књизи арапског математичара Абул-Хасана ел-Уклидисија написаној у 10. веку. Јеврејски математичар Имануел Бонфилс је користио децималне разломке око 1350. године, антиципирајући Симона Стевина, али није развио никакву нотацију која би их представљала. Персијски математичар Јамшид ал-Каши је тврдио да је он открио децималне разломке у 15. веку. Мухамед ел Хорезми је увео разломке у исламске земље почетком 9. века; један кинески аутор је тврдио да је његова презентација разломака била тачна копија традиционалног кинеског математичког разломка из Суенци Суанђинга. Овај облик разломка са бројилцем на врху и имениоцем на дну без хоризонталне траке су такође користили ел-Уклидиси и ел-Каши у свом делу „Аритметички кључ”.
Претечу модерног европског децималног записа увео је Симон Стевин у 16. веку.
Џон Напиер је увео коришћење тачке (.) за одвајање целог дела децималног броја од разломка у својој књизи о конструисању табела логаритама, објављеној постхумно 1620. године.‍:p. 8, archive p. 32)